# Gran Premio de Catar de Motociclismo de 2018
El Gran Premio de Catar de 2018 (oficialmente Grand Prix Of Qatar) fue la primera prueba del Campeonato del Mundo de Motociclismo de 2018. Tuvo lugar en el fin de semana del 16 al 18 de marzo de 2018 en el Circuito Internacional de Losail, situado en la ciudad de Doha, Catar.
La carrera de MotoGP fue ganada por Andrea Dovizioso, seguido de Marc Márquez y Valentino Rossi. Francesco Bagnaia fue el ganador de la prueba de Moto2, por delante de Lorenzo Baldassarri y Álex Márquez. La carrera de Moto3 fue ganada por Jorge Martín, Arón Canet fue segundo y Lorenzo Dalla Porta tercero.

## Resultados

### Resultados MotoGP
| Pos.    | N.º | Piloto            | Constructor | Vueltas | Tiempo    | Parrilla | Puntos |
| ------- | --- | ----------------- | ----------- | ------- | --------- | -------- | ------ |
| 1       | 4   | Andrea Dovizioso  | Ducati      | 22      | 42:34.654 | 5        | 25     |
| 2       | 93  | Marc Márquez      | Honda       | 22      | +0.027    | 2        | 20     |
| 3       | 46  | Valentino Rossi   | Yamaha      | 22      | +0.797    | 8        | 16     |
| 4       | 35  | Cal Crutchlow     | Honda       | 22      | +2.881    | 4        | 13     |
| 5       | 9   | Danilo Petrucci   | Ducati      | 22      | +3.821    | 3        | 11     |
| 6       | 25  | Maverick Viñales  | Yamaha      | 22      | +3.888    | 12       | 10     |
| 7       | 26  | Dani Pedrosa      | Honda       | 22      | +4.621    | 7        | 9      |
| 8       | 5   | Johann Zarco      | Yamaha      | 22      | +7.112    | 1        | 8      |
| 9       | 29  | Andrea Iannone    | Suzuki      | 22      | +12.957   | 11       | 7      |
| 10      | 43  | Jack Miller       | Ducati      | 22      | +14.594   | 10       | 6      |
| 11      | 53  | Esteve Rabat      | Ducati      | 22      | +15.181   | 16       | 5      |
| 12      | 21  | Franco Morbidelli | Honda       | 22      | +16.274   | 14       | 4      |
| 13      | 19  | Álvaro Bautista   | Ducati      | 22      | +19.788   | 21       | 3      |
| 14      | 55  | Hafizh Syahrin    | Yamaha      | 22      | +20.299   | 15       | 2      |
| 15      | 17  | Karel Abraham     | Ducati      | 22      | +23.287   | 19       | 1      |
| 16      | 12  | Thomas Lüthi      | Honda       | 22      | +24.189   | 18       |        |
| 17      | 30  | Takaaki Nakagami  | Honda       | 22      | +24.554   | 23       |        |
| 18      | 38  | Bradley Smith     | KTM         | 22      | +31.704   | 20       |        |
| 19      | 41  | Aleix Espargaró   | Aprilia     | 22      | +34.712   | 13       |        |
| 20      | 45  | Scott Redding     | Aprilia     | 22      | +37.641   | 17       |        |
| 21      | 10  | Xavier Siméon     | Ducati      | 22      | +46.706   | 24       |        |
| Ret     | 44  | Pol Espargaró     | KTM         | 15      | Retirado  | 22       |        |
| Ret     | 42  | Álex Rins         | Suzuki      | 12      | Caída     | 6        |        |
| Ret     | 99  | Jorge Lorenzo     | Ducati      | 12      | Caída     | 9        |        |
| Fuente: |     |                   |             |         |           |          |        |

### Resultados Moto2
| Pos.    | N.º | Piloto              | Constructor | Vueltas | Tiempo    | Parrilla | Puntos |
| ------- | --- | ------------------- | ----------- | ------- | --------- | -------- | ------ |
| 1       | 42  | Francesco Bagnaia   | Kalex       | 20      | 40:19.802 | 3        | 25     |
| 2       | 7   | Lorenzo Baldassarri | Kalex       | 20      | +0.112    | 2        | 20     |
| 3       | 73  | Álex Márquez        | Kalex       | 20      | +5.625    | 1        | 16     |
| 4       | 54  | Mattia Pasini       | Kalex       | 20      | +6.657    | 8        | 13     |
| 5       | 44  | Miguel Oliveira     | KTM         | 20      | +10.296   | 4        | 11     |
| 6       | 41  | Brad Binder         | KTM         | 20      | +10.344   | 13       | 10     |
| 7       | 23  | Marcel Schrötter    | Kalex       | 20      | +11.419   | 9        | 9      |
| 8       | 97  | Xavi Vierge         | Kalex       | 20      | +11.516   | 11       | 8      |
| 9       | 10  | Luca Marini         | Kalex       | 20      | +20.690   | 17       | 7      |
| 10      | 9   | Jorge Navarro       | Kalex       | 20      | +20.961   | 7        | 6      |
| 11      | 36  | Joan Mir            | Kalex       | 20      | +23.025   | 24       | 5      |
| 12      | 87  | Remy Gardner        | Tech 3      | 20      | +30.292   | 12       | 4      |
| 13      | 40  | Héctor Barbera      | Kalex       | 20      | +30.299   | 19       | 3      |
| 14      | 24  | Simone Corsi        | Kalex       | 20      | +30.732   | 14       | 2      |
| 15      | 77  | Dominique Aegerter  | Kalex       | 20      | +30.870   | 21       | 1      |
| 16      | 32  | Isaac Viñales       | KTM         | 20      | +31.052   | 18       |        |
| 17      | 52  | Danny Kent          | Speed Up    | 20      | +31.958   | 6        |        |
| 18      | 64  | Bo Bendsneyder      | Tech 3      | 20      | +32.382   | 20       |        |
| 19      | 5   | Andrea Locatelli    | Kalex       | 20      | +35.228   | 23       |        |
| 20      | 20  | Fabio Quartararo    | Speed Up    | 20      | +35.357   | 16       |        |
| 21      | 45  | Tetsuta Nagashima   | Kalex       | 20      | +35.969   | 26       |        |
| 22      | 4   | Steven Odendaal     | NTS         | 20      | +42.545   | 22       |        |
| 23      | 89  | Khairul Idham Pawi  | Kalex       | 20      | +42.776   | 25       |        |
| 24      | 13  | Romano Fenati       | Kalex       | 20      | +44.562   | 5        |        |
| 25      | 16  | Joe Roberts         | NTS         | 20      | +56.077   | 27       |        |
| 26      | 62  | Stefano Manzi       | Suter       | 20      | +1:01.581 | 28       |        |
| 27      | 95  | Jules Danilo        | Kalex       | 20      | +1:01.853 | 29       |        |
| 28      | 63  | Zulfahmi Khairuddin | Kalex       | 20      | +1:11.618 | 32       |        |
| 29      | 21  | Federico Fuligni    | Kalex       | 20      | +1:20.148 | 31       |        |
| 30      | 51  | Eric Granado        | Suter       | 20      | +1:26.192 | 30       |        |
| Ret     | 22  | Sam Lowes           | KTM         | 10      | Caída     | 10       |        |
| Ret     | 27  | Iker Lecuona        | KTM         | 7       | Motor     | 15       |        |
| Fuente: |     |                     |             |         |           |          |        |

### Resultados Moto3
| Pos.    | N.º | Piloto                 | Constructor | Vueltas | Tiempo     | Parrilla | Puntos |
| ------- | --- | ---------------------- | ----------- | ------- | ---------- | -------- | ------ |
| 1       | 88  | Jorge Martín           | Honda       | 18      | 38:18.207  | 2        | 25     |
| 2       | 44  | Arón Canet             | Honda       | 18      | +0.023     | 7        | 20     |
| 3       | 48  | Lorenzo Dalla Porta    | Honda       | 18      | +6.746     | 9        | 16     |
| 4       | 23  | Niccolò Antonelli      | Honda       | 18      | +6.791     | 1        | 13     |
| 5       | 19  | Gabriel Rodrigo        | KTM         | 18      | +6.850     | 3        | 11     |
| 6       | 21  | Fabio Di Giannantonio  | Honda       | 18      | +6.916     | 16       | 10     |
| 7       | 27  | Kaito Toba             | Honda       | 18      | +6.946     | 5        | 9      |
| 8       | 71  | Ayumu Sasaki           | Honda       | 18      | +6.998     | 4        | 8      |
| 9       | 84  | Jakub Kornfeil         | KTM         | 18      | +7.156     | 11       | 7      |
| 10      | 16  | Andrea Migno           | KTM         | 18      | +7.699     | 14       | 6      |
| 11      | 7   | Adam Norrodin          | Honda       | 18      | +7.753     | 17       | 5      |
| 12      | 5   | Jaume Masiá            | KTM         | 18      | +8.026     | 13       | 3      |
| 13      | 22  | Kazuki Masaki          | KTM         | 18      | +8.829     | 19       | 3      |
| 14      | 18  | Marco Bezzecchi        | KTM         | 18      | +21.838    | 6        | 2      |
| 15      | 42  | Marcos Ramírez         | KTM         | 18      | +26.912    | 15       | 1      |
| 16      | 10  | Dennis Foggia          | KTM         | 18      | +26.981    | 24       |        |
| 17      | 14  | Tony Arbolino          | Honda       | 18      | +33.401    | 25       |        |
| 18      | 41  | Nakarin Atiratphuvapat | Honda       | 18      | +33.446    | 26       |        |
| 19      | 76  | Makar Yuchenko         | KTM         | 18      | +33.622    | 23       |        |
| Ret     | 17  | John McPhee            | KTM         | 17      | Caída      | 12       |        |
| Ret     | 72  | Alonso López           | Honda       | 11      | Caída      | 21       |        |
| Ret     | 11  | Livio Loi              | KTM         | 11      | Retirado   | 18       |        |
| Ret     | 8   | Nicolò Bulega          | KTM         | 10      | Caída      | 22       |        |
| Ret     | 33  | Enea Bastianini        | Honda       | 5       | Caída      | 10       |        |
| Ret     | 65  | Philipp Öttl           | KTM         | 3       | Caída      | 8        |        |
| Ret     | 40  | Darryn Binder          | KTM         | 18      | +3 vueltas | 19       |        |
| DNS     | 75  | Albert Arenas          | Honda       |         | No empezó  |          |        |
| DNS     | 24  | Tatsuki Suzuki         | Honda       |         | No empezó  |          |        |
| Fuente: |     |                        |             |         |            |          |        |